# Consejo Administrativo de Defensa Económica
El Consejo Administrativo de Defensa Económica (CADE) (en portugués: Conselho Administrativo de Defesa Econômica) es un institución federal brasileña, vinculada al Ministerio de Justicia, que tiene como objetivo guiar, controlar, prevenir e investigar el abuso del poder económico, ejerciendo el papel tutelar de prevención y represión de la misma. Sus órganos principales son el Tribunal Administrativo, la Superintendencia General y el Departamento de Estudios Económicos. El CADE, al lado de la SEAE, constituye el SBDC - Sistema Brasileño de Defensa de la Competencia.
El Tribunal del CADE (TADE) tiene el papel de juzgar sobre materia concurrente los procesos encaminados por su Superintendencia General. Desempeña los papeles preventivo, represivo y educativo, dentro del mercado brasileño. La SG desempeña principalmente el papel de instruir los procesos en el control de conductas y de concentraciones y de monitorear el mercado. El DEE, a su vez, elabora estudios económicos con el fin de ayudar al TADE ya la SG en el desempeño de sus funciones previas.
Son instituciones con funciones similares y equivalentes a las de CADE, en otros países, la Comisión Federal de Comercio (FTC) en el Estados Unidos, la Oficina de Comercio Justo (OFT) en el Reino Unido, Autorità Garante della Concorrenza y del Mercado, Italia, la Comisión Australiana de la Competencia y del Consumidor (ACCC) en Australia. La Dirección General de Competencia de la Comisión Europea es responsable de la defensa de la competencia de la Comunidad.
A nivel internacional y en su calidad de autoridad de competencia nacional brasileña, el CADE participa voluntariamente en la International Competition Network (ICN). En 2012, fue la organización anfitriona de la 11° Conferencia Anual de la INC, celebrada en Río de Janeiro.